# General Assembly of Unitarian and Free Christian Churches

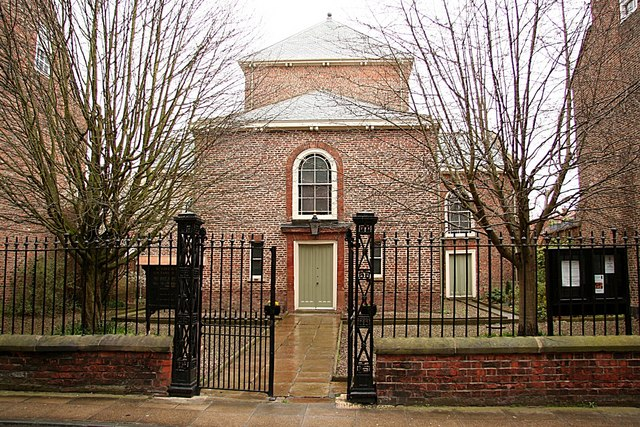
Unitarische Kirche in York

Die General Assembly of Unitarian and Free Christian Churches (GAUFCC, deutsch: Generalversammlung unitarischer und freier christlicher Gemeinden) ist eine unitarische und liberal-christliche Kirche im Vereinigten Königreich.
Die GAUFCC wurde 1928 gegründet. Der Sitz befindet sich in der Essex Hall in London. Die Vereinigung ist Mitglied in der International Council of Unitarians and Universalists.

## Geschichte
Bereits im 17. Jahrhundert finden sich Vertreter des Antitrinitarismus in England. Dies ist vor allem dem literarischen Einfluss des Sozinianismus unter Fausto Sozzini zuzuschreiben. Die erste unitarische Gemeinde wurde jedoch erst 1774 von Joseph Priestley und Theophilus Lindsey in der Essex Street Chapel in London gegründet, wo sich heute der Hauptsitz der landesweiten GAUFCC befindet. Im Jahr 1791 hatte sich mit der Unitarian Book Society for literature bereits eine landesweite Literaturgesellschaft gegründet, die sich die Aufgabe der Verbreitung unitarisch/antitrinitarischer Literatur gestellt hatte. Im Jahr 1806 folgte der Unitarian Fund for mission work, der vor allem neu gegründete Gemeinden betreute. Da die britischen Unitarier mit ihrer Zurückweisung der Trinität nicht unter die Toleranzakte des englischen Parlaments vom 24. Mai 1689 fielen (anders als die übrigen kirchlichen Nonkonformisten), war der Unitarismus bis zum sogenannten Unitarian Relief Act (auch Trinity Act genannt) von 1813 formal illegal. Auch der Unitarian Relief Act von 1813 tolerierte zwar unitarische Gottesdienste, garantierte ihnen aber keine gleichwertigen Bürgerrechte, wogegen sich insbesondere die 1828 gegründete Unitarian Association for civil rights wandte.
Im Jahr 1828 vereinigten sich schließlich die drei genannten Organisationen zur British and Foreign Unitarian Association (deutsch: Britische und Ausländische Unitarische Gesellschaft), womit der erste landesweite Dachverband der britischen Unitarier entstanden war. Dieser wiederum schloss sich 1928 mit der Sunday School Association zur noch heute bestehenden General Assembly of Unitarian and Free Christian Churches (GAUFCC) zusammen. Die unitarischen Gemeinden in Schottland gründeten 1813 die noch heute bestehende Scottish Unitarian Association (deutsch: Schottische Unitarische Gesellschaft), die heute als Gliedverband der GAUFCC auftritt. Um die christliche Tradition innerhalb der britischen Unitarier wieder zu verstärken, wurde 1991 die Unitarian Christian Association (UCA, deutsch: Unitarische Christliche Gesellschaft) gegründet. Eine enge Kooperation besteht mit der irischen Non-Subscribing Presbyterian Church of Ireland.

## Leitung
- 1928: Reverend S. H. Mellone
- 1928: Reverend R. Travers Herford
- 1929–1949: Reverend Mortimer Rowe
- 1949–1969: Reverend John Kielty
- 1969–1979: Reverend Brian L. Golland
- 1979–1994: Roy W. Smith
- 1994–2007: Jeffrey J. Teagle
- 2007–2009: Reverend S. Dick
- 2009: Derek McAuley